# Laboratori Nazionali del Gran Sasso
Laboratori Nazionali del Gran Sasso (LNGS) är ett partikelfysiklaboratorium, beläget nära Gran Sasso-berget i Italien, mellan städerna L'Aquila och Teramo, ca 120 km från Rom. Förutom den del av laboratoriet som ligger ovan jord finns omfattande underjordiska anläggningar inne i berget. De första stora experimenten vid LNGS startade år 1989. Anläggningarna har senare utvecklats. Enligt sin officiella hemsida är Gran Sassolaboratoriet sedan 2006 det största underjordiska partikelfysiklaboratoriet i världen.
Labbet ligger inom Gran Sasso och Monti della Laga nationalpark. De underjordiska anläggningarna ligger intill en motorvägstunnel, den 10 km långa Traforo del Gran Sasso. Experimenthallarna ligger under ungefär 1400 meter berg som skyddar experimenten från kosmisk strålning.
Laboratoriets uppdrag är att hysa experiment som kräver en låg störning från den omgivande miljön inom området astropartikelfysik och kärnbränsle, astrofysik och andra discipliner som kan dra av dess egenskaper och dess infrastruktur. LNFS är tillsammans de tre andra europeiska underjordiska astropartikelfysiklaboratorierna, Laboratoire Souterrain de Modane, Laboratorio subterráneo de Canfranc och Boulby underjordiskt laboratorium, medlem av den koordinerande gruppen ILIAS.